# Тобе

То́бе (яп. 砥部町, とべちょう, МФА: [tobe t͡ɕoː]?) — містечко в Японії, в повіті Ійо префектури Ехіме. Розташоване в північній частині префектури. Отримало статус містечка 1928 року. Площа становить 101,57 км². Станом на 1 липня 2012 року населення складало 21 733  осіб, густота населення — 214 осіб/км². Основою економіки є виготовленням тобеської порцеляни.  